# Remiz
Remiz er en slægt af fugle i pungmejse-familien. Slægtens fire arter er alle udbredt i Eurasien. I Danmark er kun arten Remiz pendulinus (pungmejse) repræsenteret.

## Arter
Slægten Remiz indeholder fire arter:
- Pungmejse, Remiz pendulinus
- Sorthovedet pungmejse, Remiz macronyx
- Hvidkronet pungmejse, Remiz coronatus
- Kinesisk pungmejse, Remiz consobrinus

Arten Remiz macronyx bliver af nogle opfattet som en underart af Remiz pendulinus.